# 欽仁皇后
钦仁皇后唐括氏（?—1143年3月27日），金太宗完颜晟皇后，父亲是赠太尉、宋国公唐括阿鲁束，祖父唐括宽匹司徒、英国公，曾祖唐括阿鲁琐司空、温国公。
生年不详，早年的事迹没有记载。天会十三年（1135年）五月，金熙宗尊唐括皇后为明德宫太皇太后。十四年（1136年）正月初一己巳朔，金熙宗朝见两宫太后，之后两宫太后到乾元殿受贺，自后岁以为常。皇统元年（1141年），金熙宗从燕京回京师，到明德宫朝谒。皇统二年（1142年），金熙宗到天开殿，皇子完颜济安出生，遣使驰报太后。太后到大开殿，金熙宗与皇后亲迎。皇统三年三月丁酉（1143年3月27日），唐括太皇太后驾崩于明德宫。八月谥号钦仁皇后，祔葬恭陵。

## 延伸阅读
[在维基数据编辑]
 《金史·卷63》，出自脱脱《遼史》